# Snorkel

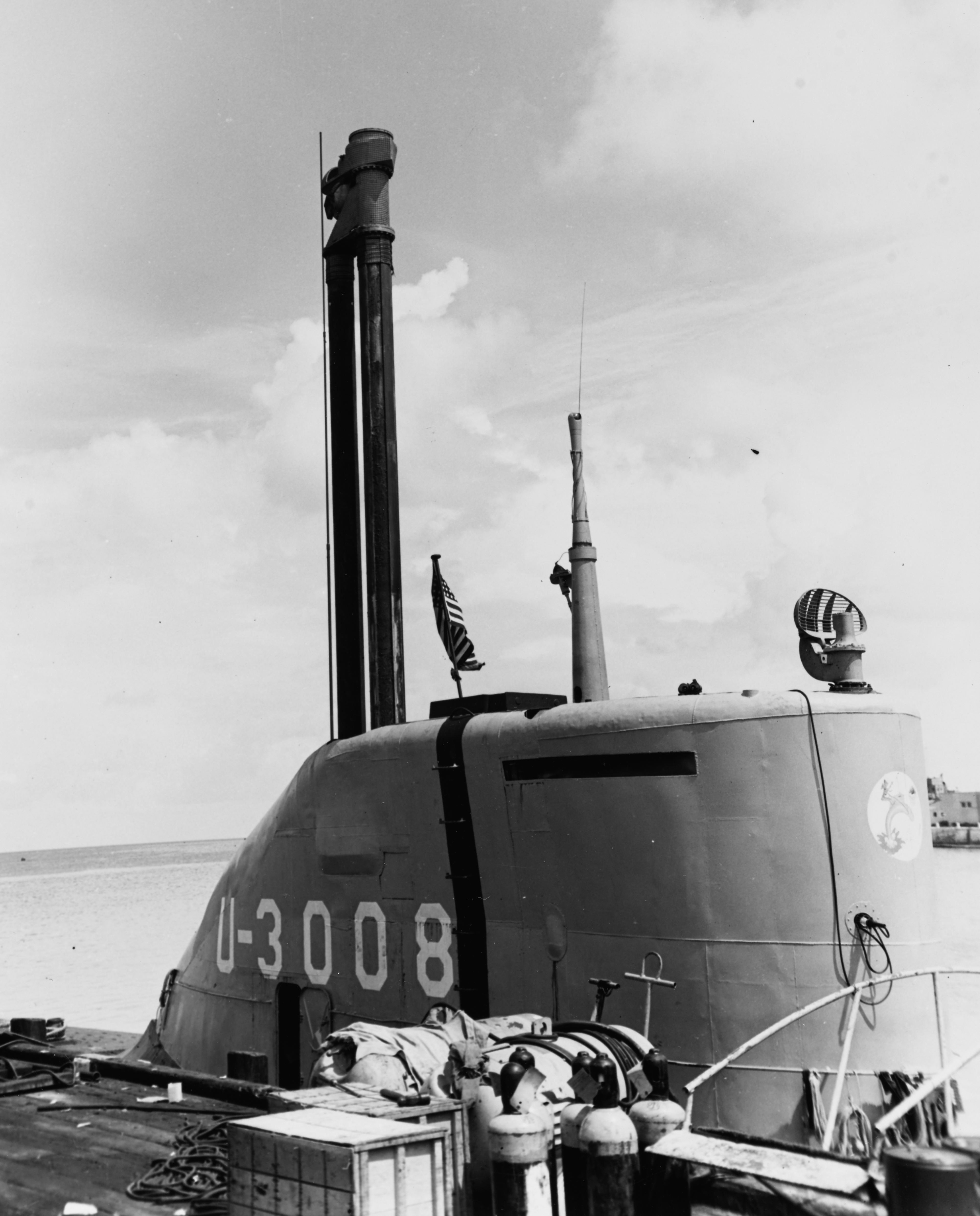
USS U-3008 (Submarí capturat a la Kriegsmarine U-3008) torre de comandament amb dispositiu snorkel desplegat

Un snorkel és un dispositiu que permet a un submarí operar submergit mentre segueix prenent aire des de la superfície. El personal de la U.S. Navy a voltes s'hi refereix com a "snort".

## Història
Fins a l'adveniment de l'energia nuclear, els submarins estaven dissenyats per operar en superfície la major part del temps i submergir-se només per evasió o per atacs diürns. El 1940, de nit, un U-Boot estava més segur a la superfície que submergit, ja que el sónar ASDIC podia detectar naus sota l'aigua però era gairebé inútil contra un vaixell de superfície. Això no obstant, amb la constant millora en mètodes de detecció per radar a mesura que avançava la guerra l'U-boot va ser forçat a passar més temps sota l'aigua navegant amb els motors elèctrics que li conferien velocitats de només pocs nusos i amb una autonomia molt limitada.
Un primerenc snorkel fou dissenyat per James Richardson, Gestor Adjunt de Scotts Scotts Shipbuilding and Engineering Company, Greenock, Escòcia, l'any 1916, durant la Primera Guerra Mundial. Malgrat que la companyia va rebre una patent britànica pel disseny, no se'n feu cap ús posterior: l'Almirallat Britànic no va acceptar-ho pel seu ús en submarins de la Royal Navy. El novembre de 1926, el capità Pericle Ferreti, del cos tècnic de la Regia Marina, feu tests amb un tub de ventilació instal·lat al submarí H 3. Els tests foren àmpliament exitosos i un sistema similar va ser dissenyat per la classe Sirena, però fou eventualment abandonat; els següents sistemes snorkel no foren basats en el disseny de Ferreti.
Alemanya derrotà els Països Baixos l'any 1940; la captura dels O-25 i O-26 va ser un cop de sort per la Kriegsmarine alemanya. La classe O-21 holandesa operava un dispositiu anomenat snuiver ("ensumador"). La Marina Holandesa havia estat experimentat prèviament des del 1938 amb un sistema simple de tubs a bord dels submarins O-19 i O-20 que els permetia viatjar a profunditat de periscopi tot operant els seus motors dièsel amb una autonomia quasi il·limitada en immersió mentre carregaven les bateries elèctriques. El sistema fou dissenyat per l'holandès Jan Jacob Wichers.
Inicialment la Kriegsmarine veia l'snorkel com un sistema per introduir aire fresc dins els submarins, però no veié necessitat de fer funcionar la propulsió dièsel en immersió. Això no obstant, pel 1943 més U-boots s'anaven perdent i, per tant, l'snorkel va ser incorporat retrospectivament en submarins del tipus VIIC i IXC, així com incorporat en els nous dissenys dels tipus XXI i XXIII.
La primera nau de la Kriegsmarine en ser equipada amb snorkel va ser l'U-58 que experimentà amb el nou equip al Mar Bàltic durant l'estiu de 1943. Els submarins van començar a fer-lo servir operativament a principis de 1944 i per l'estiu de 1944 aproximadament la meitat dels submarins estacionats a bases franceses ja estaven equipats amb snorkels.
Als U-boot del Tipus VII l'snorkel es plegava endavant i es desava en un espai al costat de babor del buc, mentre que als Tipus IX l'espai era al costat d'estribor. Tant els Tipus XXI i XXIII disposaven de pals telescòpics que es desplegaven verticalment a través del pont de comandament prop del periscopi.

## Detalls tècnics
Els snorkels van crear diversos problemes als seus usuaris. Un U-boot amb l'snorkel desplegat estava limitat a navegar a sis nusos per evitat el trencament del tub, així com el seu sistema de detecció de sons era inútil amb el motor dièsel en funcionament.
Pitjor encara, els snorkels eren equipats amb vàlvules automàtiques per evitar que l'aigua de mar fos xuclada dins els dièsels, però quan aquestes vàlvules es tancaven de cop, els motors agafaven l'aire de la mateixa nau abans de parar-se, causant un buit parcial que era extremadament dolorós per les tripulacions i algun cop havia resultat amb trencament dels timpans de les orelles. Aquest problema encara existeix en models antics de submarins dièsel, però fou mitigat amb sensors de tall del buit tot apagant els motors quan el buit dins la nau arriba a un punt preprogramat.
Els pals d'inducció snorkel moderns empren un disseny a prova de fallades que fa servir aire comprimit, controlat per un circuit elèctric simple, per mantenir la "vàlvula de capçalera" oberta contra l'entrada d'una potent molla. L'aigua de mar lliscant a través del pal fa contacte amb uns electròdes exposats a la part superior, trencant el circuit de control. Aquests bufen aire comprimit a la vàlvula de capçalera per tancar-la de cop. Quan els electròdes són secs de nou, el circuit es reenergitza i la vàlvula es reobre.